# Joan Burt
Joan Burt (Toronto, 1930) é uma arquiteta e educadora canadense.
Ela nasceu em Toronto e se formou na Universidade de Toronto em 1956, tornando-se a 21ª mulher a se formar no programa. Burt trabalhou com o escritório de arquitetura Mathers e Haldenby de 1956 a 1958, e com o desenvolvedor Irwin Burns de 1958 a 1959, antes de estabelecer seu próprio escritório de arquitetura em 1958. Desde a década de 1960, ela está envolvida na reforma de casas geminadas do século XIX no centro de Toronto. Novos projetos domésticos incluem a Luella Booth Residence em Toronto, a Daymond House em Guelph e a O'Reilly Residence em Etobicoke. Ela é membro da Associação de Arquitetos de Ontário e da Associação Canadense de Profissionais do Patrimônio.
De 1964 a 1970, ela também operou uma loja de antiguidades especializada em móveis e artefatos.
Burt também ensinou design ambiental em tempo parcial no Ontario College of Art, atual OCAD, de 1965 a 1970, e chefiou departamento de design de 1970 a 1985. Um prêmio com seu nome é concedido aos estudantes de design ambiental na OCAD desde 2008.